# Reciclaje de aluminio

Símbolo del aluminio reciclable.

El reciclaje del aluminio es un proceso mediante el cual, los desechos de aluminio pueden ser convertidos en otros productos tras su utilidad primaria. Este proceso implica simplemente refundir el metal, lo cual es mucho más barato y consume mucho menos energía que la producción de aluminio a partir de la electrólisis de la alúmina (Al2O3), la cual primero tiene que extraerse de la mina de bauxita y después ha de refinarse usando el proceso Bayer. Reciclar aluminio desechado requiere solamente el 5% de la energía que se consumiría para producir aluminio de la mina. Por este motivo, aproximadamente el 31% de todo el aluminio producido en los Estados Unidos viene de chatarra reciclada.
Fue una práctica común desde principios del siglo XX, y se usó con mucha frecuencia durante la Segunda Guerra Mundial, por lo que el reciclaje del aluminio no es una nueva tendencia. De todas formas, hasta finales de los años 1960, fue una práctica minoritaria, cuando la popularidad del aluminio creció exponencialmente debido al uso de las latas de refresco, que propició la conciencia del reciclaje del aluminio.
Las fuentes de las que se toma el aluminio para su posterior reciclaje incluyen aeronaves, automóviles, bicicletas, botes, ordenadores, material de menaje, canalones, frisos, cables, y otros muchos productos que requieren un material ligero pero fuerte, o un material con alta conductividad térmica. Ya que el reciclaje no daña la estructura del metal, el aluminio puede ser reciclado indefinidamente y ser usado para producir cualquier producto que hubiera necesitado aluminio nuevo.

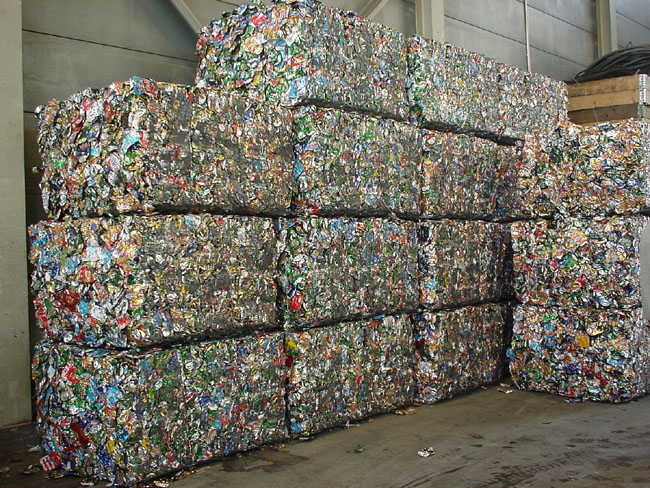
Latas embaladas preparadas para su transporte.

## Ventajas
El reciclaje del aluminio generalmente produce varios ahorros importantes en materia económica y energética aun cuando se tienen en cuenta los costes de recogida, separación y reciclaje. Además, se producen ahorros a nivel nacional  
Los beneficios medioambientales de reciclar el aluminio también son grandes. Únicamente se produce el 5% del dióxido de carbono durante el proceso de reciclado comparado con la producción de aluminio desde la materia prima, siendo este un porcentaje aún menor cuando se toma en cuenta el ciclo completo de su extracción en la mina y su transporte hasta la planta de producción. La producción de una lata a partir de aluminio reciclado requiere un 95% menos de energía de la que sería necesaria para hacerla desde materiales vírgenes.

## Proceso
Las latas de bebidas hechas de aluminio son comúnmente recicladas de la siguiente forma básica:
1. Las latas son primero separadas de los residuos sólidos normalmente usando un separador electromagnético.
2. Se cortan las latas en piezas pequeñas y de igual tamaño para minimizar el volumen y facilitar el trabajo de las máquinas que trabajan con el material.
3. Se limpian estos trozos química o mecánicamente.
4. Estos trozos se hacen grandes bloques para minimizar el efecto de la oxidación cuando se fundan, pues la superficie del aluminio se oxida instantáneamente cuando se expone al oxígeno.
5. Se cargan los bloques en los altos hornos y se calientan a 750 °C ± 100 °C para conseguir aluminio fundido.
6. Se retira la escoria y el hidrógeno disuelto y se desgasifica. El aluminio fundido disocia rápidamente el hidrógeno del vapor de agua y de los contaminantes hidrocarbonados.
7. Se toman muestras para un análisis espectroscópico. Dependiendo del producto final deseado, se añade a la mezcla aluminio de alta pureza,para conseguir unas especificaciones adecuadas para la aleación. Las 5 aleaciones de aluminio más usadas son, aparentemente, aluminio 6061, aluminio 7075, 1100, 6063, y 2024.[5]
8. El alto horno se abre, se saca el aluminio fundido y se repite el proceso para un nuevo lote de metal desechado. Dependiendo del producto final puede ser moldeado en lingotes, molduras o barras en forma de grandes bloques para su posterior laminación, atomización, extrusión, o transporte en estado fundido a otras instalaciones de fabricación para seguir su procesamiento.

## Producción de lingotes usando hornos de reverberación
El aluminio descartado se separa en una gama de categorías: aluminio ferroso, aluminio aleado, aluminio limpio, etc.
Dependiendo de las especificaciones de la fundición del lingote necesitado, dependerá el tipo de chatarra que será usado en la fundición.
Normalmente, la chatarra se carga en un horno de reverberación (hay otros métodos que son menos económicos o más peligrosos) y se funde para crear una "bañera". El metal fundido se comprueba usando un espectroscopio sobre una muestra para determinar que clase de refinamiento se necesita para producir el material final.
Después de su refinamiento, la mezcla puede ser comprobada varias veces más para ajustar el material a unos estándares específicos.
Cuando se consigue la aleación perfecta, se abre el horno y se sangra en moldes de lingote, a través de una máquina de moldeado. Después se permite que el material fundido se enfríe, apilado y vendido como un lingote de aluminio a varias industrias para su reprocesamiento.

## Reciclaje secundario de aluminio
La escoria resultante de la producción primaria del aluminio, de color blanco , y de su reciclaje secundario todavía contiene un porcentaje importante del metal que puede ser extraído industrialmente. Este proceso crea bloques de aluminio, al igual que un material de desecho altamente complejo, el cual resulta complicado de manejar. Reacciona con el agua, liberando de esta manera una mezcla de gases que incluye hidrógeno, acetileno y amoníaco, y que espontánemente entra en combustión al contacto con el aire; el contacto con aire húmedo provoca la liberación de importantes cantidades de gas amoniaco. A pesar de estas dificultades, de todas formas, se le ha encontrado un uso a estos desperdicios como relleno para asfalto y hormigón.